# Zoltán Madaras
Zoltán Madaras (* 10. April 1980 in Szekszárd) ist ein ehemaliger ungarischer Radrennfahrer.

## Karriere
Zoltán Madaras begann seine Karriere 2007 bei dem ungarischen Continental Team P-Nívó Betonexpressz 2000 Kft.se. In seinem ersten Jahr dort gewann er zwei Etappen bei der Tour de Pécs und belegte in der Gesamtwertung den zweiten Platz. 2008 konnte er wieder eine Etappe bei der Tour de Pécs für sich entscheiden. Außerdem wurde Madaras ungarischer Meister im Straßenrennen, und im Einzelzeitfahren belegte er Rang zwei. 2010 beendete er seine Radsport-Karriere.

## Erfolge
2008
- Ungarischer Meister – Straßenrennen

## Teams
- 2007 P-Nívó Betonexpressz 2000 Kft.se
- 2008 P-Nívó Betonexpressz 2000 Corratec
- 2009 Betonexpressz 2000-Limonta
- 2010 Betonexpressz 2000 – Universal Caffe